# Junior Eurovision Song Contest 2018
La sedicesima edizione del Junior Eurovision Song Contest si è svolta il 25 novembre 2018 presso la Minsk-Arena di Minsk, in Bielorussia.
Il concorso si è articolato in un'unica finale condotta da Jaŭgen Perlin, Zinaida Kuprijanovič e Helena Meraai, ed è stato trasmesso in 22 paesi (inclusa l'Australia e la Nuova Zelanda). La durata totale del concorso è stata di 2 ore.
Con 20 paesi partecipanti, questa edizione ha battuto il record precedentemente tenuto dell'edizione 2004, con 18 paesi in gara.
In questa edizione hanno debuttato il Galles, già partecipante all'Eurovision Choir of the Year e il Kazakistan. L'Azerbaigian, la Francia ed Israele hanno confermato il loro ritorno, mentre Cipro ha annunciato il proprio ritiro.
La vincitrice è stata Roksana Węgiel per la Polonia con Anyone I Want to Be.

## Organizzazione
Il 15 ottobre 2017 l'Unione europea di radiodiffusione (UER) ha annunciato che per tornare alle origini del concorso, dove erano le emittenti televisive interessate a candidarsi per l'organizzazione, è stato annunciato che il concorso sarebbe stato ospitato, per la seconda volta, nella capitale bielorussa Minsk.

### Sede dell'evento

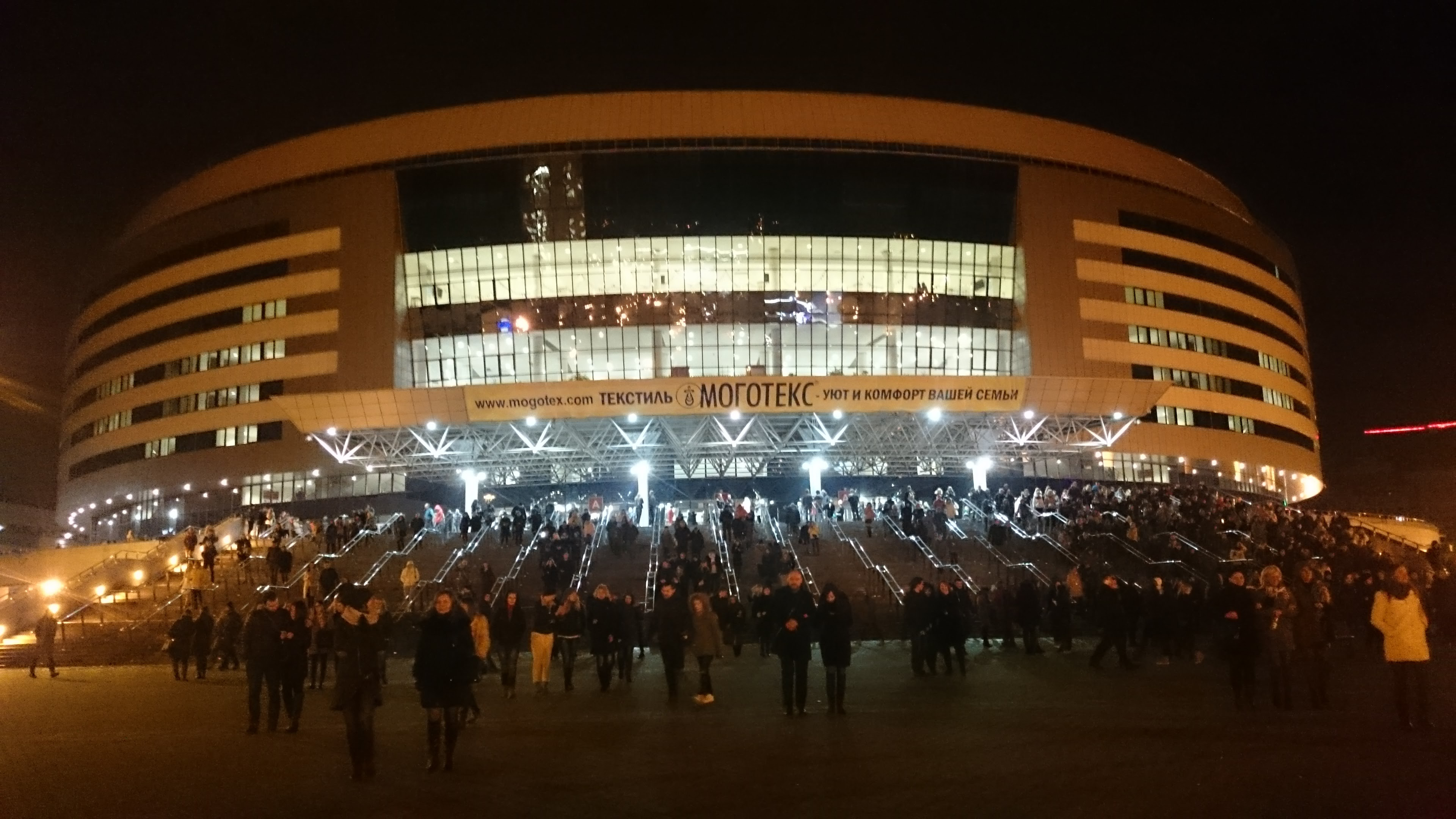
La Minsk-Arena, sede dello Junior Eurovision Song Contest 2018.

Il 21 novembre 2017 il primo ministro bielorusso Vasil' Žarko ha annunciato che la Minsk-Arena, già sede dell'edizione 2010, sarebbe stata la sede dell'evento. Tuttavia, il successivo 29 novembre, l'emittente ospitante BTRC ha confermato che l'esatta sede per il concorso non era stata ancora decisa, affermando che la Minsk-Arena era una delle possibili opzioni.
Il 18 marzo 2018 la Minsk-Arena è stata annunciata come sede ufficiale dell'evento.

### Logo e slogan
Il 19 maggio 2018, durante una conferenza stampa dedicata all'Eurovision Song Contest 2018 a Lisbona, vengono annunciato lo slogan ed il logo di questa edizione.
Lo slogan di questa edizione è stato "#LightUp", mentre il logo rappresenta una stella composta di onde sonore verticali diffuse lateralmente, a mimare la propagazione della luce nello spazio, proprio nel tentativo di ricollegarsi al motto stesso.
Essi sono stati progettati dall'emittente BTRC con lo scopo di rimarcare la volontà di celebrare tutto il potenziale creativo che sta nei giovani artisti che rappresentano gli stati partecipanti.
Jon Ola Sand, superiore esecutivo della manifestazione, ha commentato:
«Siamo davvero compiaciuti di poter lavorare con BTRC, e siamo totalmente sicuri che metteranno in piedi un grande show a novembre. Questa sarà la sedicesima edizione del Junior Eurovision Song Contest, e siamo sicuri che quest’edizione rappresenterà un grandioso modo per permettere ai bambini di mostrare il loro talento musicale.»

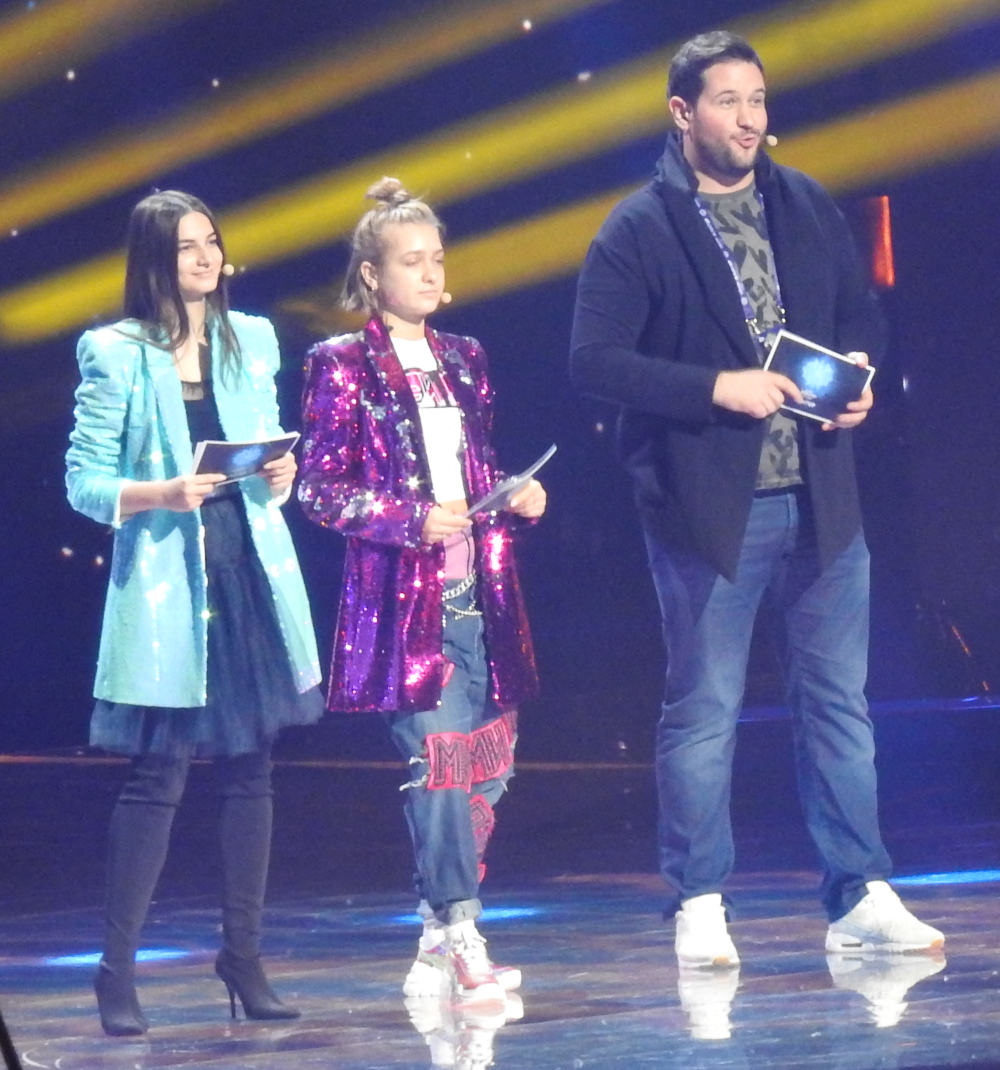
Helena Meraai, Zinaida Kuprijanovič e Jaŭgen Perlin, presentatori dell'edizione

### Presentatori
Il 26 ottobre 2018 sono stati annunciati i presentatori di questa edizione: Jaŭgen Perlin, Helena Meraai e Zena.
- Jaŭgen Perlin è un giornalista e presentatore televisivo, noto nel mondo eurovisivo per essere il commentatore della Bielorussia a partire dall'Eurovision Song Contest 2013.

- Helena Meraai è una cantante che ha rappresentato il proprio paese al Junior Eurovision Song Contest 2017.

- Zinaida Kuprijanovič, conosciuta con lo pseudonimo Zena, è una cantante conosciuta per aver preso parte al Junior Eurofest, processo nazionale della Bielorussia al Junior Eurovision Song Contest, nel 2015 e nel 2016.

### Sistema di voto
Come nell'edizione precedente, è stato utilizzato il televoto online per decretare il vincitore. Il televoto online è stato diviso in due fasi:
- La prima fase di votazione è partita il 23 novembre a partire dalle 20:00 fino 25 novembre, in cui il pubblico ha potuto votare dalle 3 alle 5 canzoni preferite, tra cui quella del proprio Paese, dietro una visione obbligatoria di un recap generale di tutte le canzoni in gara e una visione facoltativa di un minuto di prove tecniche.
- Mentre la seconda fase della votazione, sempre online, è durata 15 minuti ed è partita dal momento in cui l’ultima canzone in gara è stata ascoltata, come in un classico televoto.

Queste due fasi hanno inciso per il 50% nella composizione della classifica finale, sommata alla classifica delle giurie nazionali.

## Stati partecipanti

Stati partecipanti
Stati che hanno partecipato in passato ma non nel 2018

Stati partecipanti
     Stati che hanno partecipato in passato ma non nel 2018
| Stato                       | Artista              | Brano                                | Lingua             | Processo di selezione                                                               |
| --------------------------- | -------------------- | ------------------------------------ | ------------------ | ----------------------------------------------------------------------------------- |
| Albania                     | Efi Gjika            | Barbie                               | Albanese, inglese  | Junior Fest 2018, 23 settembre 2018                                                 |
| Armenia                     | L.E.V.O.N            | L.E.V.O.N                            | Armeno             | Depi Mankakan Evratesil, 22 settembre 2018                                          |
| Australia                   | Jael                 | Champion                             | Inglese            | Interno, 1º settembre 2018 per l'artista; 8 ottobre 2018 per il brano               |
| Azerbaigian                 | Fidan Hüseynova      | I Wanna Be Like You                  | Azero, inglese     | Interno, 18 settembre 2018 per l'artista; 16 ottobre 2018 per il brano              |
| Bielorussia (organizzatore) | Daniėl' Jamstremskij | Time                                 | Russo, inglese     | Nacional'nyj otbor 2018, 31 agosto 2018                                             |
| Francia                     | Angélina             | Jamais sans toi                      | Francese, inglese  | Interno, 12 ottobre 2018 per l'artista; 15 ottobre 2018 per il brano                |
| Galles                      | Manw                 | Perta                                | Gallese            | Chwilio am Seren, 9 ottobre 2018 per l'artista; 8 ottobre 2018 per il brano         |
| Georgia                     | Tamar Edilashvili    | Your Voice                           | Georgiano, inglese | Ranina, 18 maggio 2018 per l'artista; 9 ottobre 2018 per il brano                   |
| Irlanda                     | Taylor Hynes         | IOU                                  | Irlandese          | Junior Eurovision Éire 2018, 11 novembre 2018                                       |
| Israele                     | Noam Dadon           | Children Like These                  | Ebraico            | Kdam Eurovision Junior, 6 settembre 2018 per l'artista; 8 ottobre 2018 per il brano |
| Italia                      | Melissa & Marco      | What Is Love                         | Italiano, inglese  | Interno, 9 ottobre 2018                                                             |
| Kazakistan                  | Daneliya Tuleşova    | Òzińe sen (Өзіңе сен)                | Kazako, inglese    | Balalar Eurokorinisi, 22 settembre 2018                                             |
| Macedonia                   | Marija Spasovska     | Doma                                 | Macedone           | Interno, 18 agosto 2018 per l'artista; 19 ottobre 2018 per il brano                 |
| Malta                       | Ela                  | Marchin' On                          | Inglese            | Malta Junior Eurovision Song Contest 2018, 8 settembre 2018                         |
| Paesi Bassi                 | Max & Anne           | Samen                                | Olandese, inglese  | Junior Songfestival 2018, 29 settembre 2018                                         |
| Polonia                     | Roksana Węgiel       | Anyone I Want to Be                  | Polacco, inglese   | Interno, 21 settembre 2018 per l'artista; 6 novembre 2018 per il brano              |
| Portogallo                  | Rita Laranjeira      | Gosto de tudo (Já não gosto de nada) | Portoghese         | Júniores de Portugal, 28 settembre 2018 per l'artista; 17 ottobre 2018 per il brano |
| Russia                      | Anna Filipčuk        | Unbreakable                          | Russo, inglese     | Akademija Eurovision 2018, 3 giugno 2018                                            |
| Serbia                      | Bojana Radovanović   | Svet                                 | Serbo              | Interno, 13 settembre 2018                                                          |
| Ucraina                     | Darina Krasnovec'ka  | Say Love                             | Ucraino, inglese   | Nacvidbir 2018, 10 settembre 2018                                                   |

## L'evento
La manifestazione si è svolta il 25 novembre 2018 alle 16:00 CET; vi hanno gareggiato 20 paesi. L'ordine d'uscita è stato reso noto il 19 novembre.
La serata è stata aperta dalla tradizionale sfilata delle bandiere, mentre come Interval Act si sono esibiti Polina Bogusevič, vincitrice dell'edizione precedente, con un'esibizione rivisitata di Wings e, infine, tutti i partecipanti con la commong song Light Up.
| N° | Stato       | Artista              | Brano                                | Punti | Posizione |
| -- | ----------- | -------------------- | ------------------------------------ | ----- | --------- |
| 01 | Ucraina     | Darina Krasnovec'ka  | Say Love                             | 182   | 4         |
| 02 | Portogallo  | Rita Laranjeira      | Gosto de tudo (Já não gosto de nada) | 42    | 18        |
| 03 | Kazakistan  | Daneliya Tuleşova    | Äziñe sen                            | 171   | 6         |
| 04 | Albania     | Efi Gjika            | Barbie                               | 44    | 17        |
| 05 | Russia      | Anna Filipčuk        | Unbreakable                          | 122   | 10        |
| 06 | Paesi Bassi | Max & Anne           | Samen                                | 91    | 13        |
| 07 | Azerbaigian | Fidan Hüseynova      | I Wanna Be Like You                  | 47    | 16        |
| 08 | Bielorussia | Daniėl' Jamstremskij | Time                                 | 114   | 11        |
| 09 | Irlanda     | Taylor Hynes         | IOU                                  | 48    | 15        |
| 10 | Serbia      | Bojana Radovanović   | Svet                                 | 30    | 19        |
| 11 | Italia      | Melissa & Marco      | What Is Love                         | 151   | 7         |
| 12 | Australia   | Jael                 | Champion                             | 201   | 3         |
| 13 | Georgia     | Tamar Edilashvili    | Your Voice                           | 144   | 8         |
| 14 | Israele     | Noam Dadon           | Children Like These                  | 81    | 14        |
| 15 | Francia     | Angélina             | Jamais sans toi                      | 203   | 2         |
| 16 | Macedonia   | Marija Spasovska     | Doma                                 | 99    | 12        |
| 17 | Armenia     | L.E.V.O.N            | L.E.V.O.N                            | 125   | 9         |
| 18 | Galles      | Manw                 | Perta                                | 29    | 20        |
| 19 | Malta       | Ela Mangion          | Marchin' On                          | 181   | 5         |
| 20 | Polonia     | Roksana Węgiel       | Anyone I Want to Be                  | 215   | 1         |

| Pos. | Voto online | Punti | Giuria      | Punti |
| ---- | ----------- | ----- | ----------- | ----- |
| 1    | Polonia     | 136   | Australia   | 148   |
| 2    | Francia     | 117   | Malta       | 138   |
| 3    | Kazakistan  | 103   | Georgia     | 105   |
| 4    | Ucraina     | 78    | Ucraina     | 104   |
| 5    | Armenia     | 70    | Italia      | 94    |
| 6    | Paesi Bassi | 68    | Francia     | 86    |
| 7    | Russia      | 62    | Polonia     | 79    |
| 8    | Italia      | 57    | Kazakistan  | 68    |
| 9    | Australia   | 53    | Macedonia   | 64    |
| 10   | Bielorussia | 53    | Bielorussia | 61    |
| 11   | Israele     | 47    | Russia      | 60    |
| 12   | Malta       | 43    | Armenia     | 55    |
| 13   | Portogallo  | 42    | Israele     | 34    |
| 14   | Georgia     | 39    | Paesi Bassi | 23    |
| 15   | Irlanda     | 36    | Azerbaigian | 17    |
| 16   | Macedonia   | 35    | Irlanda     | 12    |
| 17   | Albania     | 34    | Albania     | 10    |
| 18   | Azerbaigian | 30    | Serbia      | 2     |
| 19   | Galles      | 29    | Portogallo  | 0     |
| 20   | Serbia      | 28    | Galles      | 0     |

12 punti
| Nº | A           | Da                                                            |
| -- | ----------- | ------------------------------------------------------------- |
| 6  | Australia   | Bielorussia, Galles, Italia, Paesi Bassi, Portogallo, Ucraina |
| 3  | Georgia     | Irlanda, Israele, Russia                                      |
| 2  | Francia     | Albania, Malta                                                |
| 2  | Macedonia   | Kazakistan, Serbia                                            |
| 2  | Malta       | Australia, Georgia                                            |
| 1  | Bielorussia | Armenia                                                       |
| 1  | Italia      | Macedonia                                                     |
| 1  | Polonia     | Francia                                                       |
| 1  | Russia      | Azerbaigian                                                   |
| 1  | Ucraina     | Polonia                                                       |

## Portavoce
- Ucraina: Anastasija Bahins'ka (Rappresentante dello Stato al Junior Eurovision Song Contest 2017)
- Portogallo: Nadzeja Sidarava
- Kazakistan: Arýjan Hafız
- Albania: Daniil Lazuko
- Russia: Dina Baru & Chrjuša
- Paesi Bassi: Vincėnt Miranovič
- Azerbaigian: Valeh Huseynbeyli
- Bielorussia: Aryna Roŭba
- Irlanda: Alex Hynes
- Serbia: Lana Karić
- Italia: Jan Musvidas
- Australia: Ksenija Haleckaja
- Georgia: Nikoloz Vasadze
- Israele: Adi
- Francia: Ljubava Marčuk & Daniil Ratėnka
- Macedonia: Arina Pechtereva
- Armenia: Vardan Margaryan
- Galles: Gwen Rowley
- Malta: Milana Barodz'ka
- Polonia: Grace

## Trasmissione dell'evento e commentatori

### Televisione e radio
| Paese         | Emittente               | Stazione                          | Commentatori                                | Note   |
| ------------- | ----------------------- | --------------------------------- | ------------------------------------------- | ------ |
| Albania       | RTSH                    | RTSH 1 RTSH Muzikë Radio Tirana   | Andri Xhahu                                 | [ 39 ] |
| Armenia       | ARMTV                   | Armenia 1                         | Mika Dalita                                 |        |
| Australia     | ABC                     | ABC Me                            | Grace Koh Pip Rasmussen Lawrence Gunatilaka | [ 40 ] |
| Azerbaigian   | İTV                     | İctimai Televiziya                | Shafiga Efendiyeva                          | [ 41 ] |
| Bielorussia   | BTRC                    | Belarus 1 Belarus 24              | Heorhij Kaldun Andrėj Makaёnak              | [ 42 ] |
| Francia       | France Télévisions      | France 2                          | Stéphane Bern Madame Monsieur               | [ 43 ] |
| Galles        | S4C                     | S4C                               | Trystan Ellis-Morris                        | [ 44 ] |
| Galles        | S4C                     | S4C                               | Stifyn Parri                                | [ 44 ] |
| Georgia       | GPB                     | 1TV                               | Helen Kalandadze George Abashidze           | [ 45 ] |
| Irlanda       | TG4                     | TG4                               | Mícheál Ó Ciarradh Sinéad Ní Uallacháin     | [ 46 ] |
| Israele       | IPBC                    | Kan 11 Kan Hinuchit               | Dudu Erez Alma Zohar                        |        |
| Italia        | Rai                     | Rai Gulp                          | Mario Acampa Federica Carta                 | [ 47 ] |
| Kazakistan    | KA                      | Khabar 24                         | Sconosciuto                                 | [ 48 ] |
| Macedonia     | MRT                     | MRT1                              | Eli Tanaskovska                             | [ 49 ] |
| Malta         | PBS                     | TVM                               | Nessuno                                     |        |
| Nuova Zelanda | World FM 88.2           | World FM 88.2                     | Ewan Spence Sharleen Wright Ben Robertson   | [ 50 ] |
| Paesi Bassi   | NPO                     | NPO Zapp                          | Jan Smit                                    | [ 51 ] |
| Polonia       | TVP                     | TVP ABC TVP Polonia TVP HD        | Artur Orzech                                | [ 52 ] |
| Portogallo    | RTP                     | RTP1 RTP Internacional RTP África | Nuno Galopim                                | [ 53 ] |
| Regno Unito   | Radio Six International | Radio Six International           | Ewan Spence Sharleen Wright Ben Robertson   | [ 50 ] |
| Russia        | VGTRK                   | Karusel                           | Anton Zor'kin                               |        |
| Serbia        | RTS                     | RTS 2 RTS Satellite               | Tamara Petković                             | [ 54 ] |
| Ucraina       | UA:PBC                  | UA:Peršyj UA:Crimea UA:Kultura    | Timur Mirošnyčenko                          | [ 55 ] |

### Streaming
| Paese | Piattaforma |
| ----- | ----------- |
| Mondo | YouTube     |

## Stati non partecipanti
- Bosnia ed Erzegovina: il 25 maggio 2018 BHRT ha annunciato che il paese non prenderà parte all'evento, a causa dei forti debiti nei confronti dell'UER.[56]
- Bulgaria: il 15 ottobre 2017 BNT ha confermato di non prendere in considerazione la partecipazione al concorso.[57]
- Cipro: l'11 giugno 2018 CyBC ha confermato il ritiro dalla competizione.[58]
- Danimarca: il 16 febbraio 2018 DR ha confermato che non ha alcun piano per il ritorno alla competizione.[59]
- Finlandia: il 25 maggio 2018 Yle ha dichiarato che non avrebbe debuttato in questa edizione.[60]
- Germania: il 22 maggio 2018 NRD ha dichiarato che non avrebbe debuttato in questa edizione.[61]
- Lettonia: il 23 luglio 2018 LTV ha dichiarato che il paese non sarebbe tornato nell'edizione 2018.[62]
- Lituania: il 28 febbraio 2018 LRT ha annunciato che non ritornerà a partecipare al concorso nel prossimo futuro.[63]
- Moldavia: il 26 giugno 2018 TRM ha annunciato che non ritornerà a partecipare alla manifestazione.[64]
- Norvegia: il 1º giugno 2018 NRK ha annunciato che non ritornerà a partecipare al concorso.[65]
- Romania: il 29 maggio 2018 TVR ha confermato che non ha alcun piano per il ritorno alla competizione.[66]
- San Marino: il 22 luglio 2018 San Marino RTV ha annunciato che non ritornerà a partecipare alla manifestazione.[67]
- Slovenia: il 23 maggio 2018 RTV SLO ha dichiarato che lo Stato non sarebbe tornato nell'edizione 2018.[68]
- Svezia: il 21 maggio 2018 SVT ha annunciato che non ritornerà a partecipare alla manifestazione.[69]
- Svizzera: il 28 maggio 2018 RSI ha annunciato di non avere intenzione di tornare a gareggiare nella competizione.[70]
- Ungheria: il 22 luglio 2018 MTVA ha dichiarato che non avrebbe debuttato in questa edizione.[71]